# Anogcodes ustulatus
Anogcodes ustulatus är en skalbaggsart som först beskrevs av Giovanni Antonio Scopoli 1763.  Anogcodes ustulatus ingår i släktet Anogcodes, och familjen blombaggar. Arten har ej påträffats i Sverige.